# Diószeghy László
Diószeghy László (Sepsiszentgyörgy, 1877. június 19. – Borosjenő, 1942. február 18.) magyar festő, lepkegyűjtő, rovartani szakíró.

## Életpályája
Középiskolai tanulmányait Sepsiszentgyörgyön végezte, majd a budapesti és a müncheni szépművészeti akadémiára került. Pályáját mint tájképfestő kezdte, kora impresszionista festményeit többször kiállította a budapesti Nemzeti Szalonban, Aradon, Nagyváradon és Kolozsvárt. Templombelsőket is festett, 1 arcképfestményt és három akvarell tájképét őrzi a Székely Nemzeti Múzeum.
Lepkészszenvedélyének hódolva telepedett le 1907-ben Borosjenőn, ahol az alföld és hegyvidék találkozása gyűjtőmunkájának kedvezett, itt fejlesztette ki nagy lepkegyűjteményét. Szakközleményei a budapesti Rovartani Lapokban s a Hunyad megyei Múzeum román nyelvű közleményeiben (Publicațiile Muzeului Jud. Hunedoara, Déva, 1930), a Retyezát lepkevilágáról írt monográfiája a nagyszebeni Verhandlungen und Mitteilung des Siebenbürgischen Vereins für Naturwissenschaften évfolyamaiban (1923-30) jelent meg.

## Lepkegyűjteménye
Lepkegyűjteményének jelentős részét a Székely Nemzeti Múzeum Természetrajzi Tárában őrzik. Már 1931-ben szülővárosa múzeumának ajándékozta a lepkegyűjteményt, de azzal a kikötéssel, hogy haláláig nála maradhasson. A viharos történelmi körülmények közepette 1948-ban teljesült Diószeghy László végakarata, ekkor került szülőhelyére a gyűjtemény, amely gazdag faj- és egyedszáma miatt tudományos szempontból igen értékes.
A lelkiismeretes és következetes gyűjtőmunka által Diószeghy Lászlónak sikerült új fajokat (Orthosia schmidtii Diósz.) és állatföldrajzi szempontból jelentős ritkaságokat (Arytrura musculus Men. Amphipoea fucosa Frr. stb.) gyűjtenie. Fajgazdagsága mellett Diószeghy gyűjteménye a lelőhelyek (60 hazai és 14 külföldi) változatossága miatt is roppant érdekes dokumentuma a lepkefaunának. A lelőhelyek közül első helyen áll az Arad megyei Borosjenő (az anyag 60%-a), utána a Retyezát-hegységi példányok következnek (25%). Gyűjtött még a Codru- és a Hargita-hegységben, a Berecki-havasokban, Szovátán, Sepsiszentgyörgyön. Összesen 40 000 lepkét gyűjtött, ebből 25 000 lepkét őriznek Sepsiszentgyörgyön, a többi a világ más múzeumaiba került. Lepkegyűjteményéről 1987-ben készült katalógus.

## Emlékezete
Borosjenőn emléktáblát állítottak a biológus festőművész emlékére.